# Lamnostoma mindora
Lamnostoma mindora är en fiskart som först beskrevs av Jordan och Richardson, 1908.  Lamnostoma mindora ingår i släktet Lamnostoma och familjen Ophichthidae. Inga underarter finns listade i Catalogue of Life.